# ウチワヒゲムシ属
ウチワヒゲムシ属 Phacus Dujardin はミドリムシに似た鞭毛虫の1群。名前の通り扁平な団扇状をなす。学名カナ読みのファクス、ファカスも使われる。

## 特徴
ミドリムシと同じく、葉緑体を持つ鞭毛虫で、前端に1本の鞭毛を持つ。細胞体は木の葉状に扁平で、前端は丸っこく、後端は細く尖った棘状になって突き出る。全体にミドリムシより硬く、変形はしない。葉緑体は小さな円盤状。体表には多数の縦筋があるものが多い。また、前後軸に沿ってよじれた形のものもある。鞭毛を使って泳ぐとき、身体を回転させる。赤い眼点がある。

## 生育環境
淡水産。ミドリムシと同様に水が長期にわたって滞留した池沼などに多い。ウチワヒゲムシ P. pleuronectesは水草が繁殖した所に広く見られるが、数は多くない。エナガウチワヒゲムシ P. longicaudus は池沼プランクトンとしては本属中もっとも普通種である。

## 分類
種類数は多く、同一の場所で複数種が見られることもある。水野(1964)は日本に産する種として13種を掲載している。
形態的に似たものとしてニセウチワヒゲムシ属 Lepocinclis がある。変形しない体が幅広い円形から楕円形で、後端が尖る点では共通しているが、扁平にはなっていない。またパラミロン体が環状で2個あるのが特徴である。
この属と本属は同じ科に分類されている。この2属は分子系統の情報からも単系統のよくまとまった群であると認められている。